# Electra 21
Electra 21 ist ein deutsch-griechisches Film-Raumkunst-Projekt  von Asteris Kutulas aus dem Jahr 2021. Bei dieser Liquid-Staging-Installation laufen auf vier im Raum dezentral positionierten Screens vier unterschiedliche Filme gleichzeitig, alle synchron zur Electra-Opernmusik von Mikis Theodorakis. Weltpremiere feierte das Werk bei den Hofer Filmtagen 2021. Für diese innovative Kunstform wurde Asteris Kutulas der Hans-Vogt-Filmpreis verliehen. Seine deutsche Kinopremiere feiert der Film am 29. April 2022 im Kino Babylon in Berlin.

## Handlung
Alle vier sich auf das Elektra-Thema beziehenden Filme entstanden als Dokumentationen der Musik-Aufnahme der „Electra“-Opernmusik von Mikis Theodorakis 1997 in St. Petersburg unter der Leitung des Komponisten und der Aufführung des Electra-Balletts von 2018 in der Choreografie von Renato Zanella.
Theodorakis verarbeitete in seiner Oper den Elektra-Mythos von Sophokles. Der Feldherr Agamemnon hatte seine älteste Tochter Iphigenie für Macht und Ruhm geopfert. Seine Ehefrau Klytämnestra erschlug ihn deshalb Jahre später. Theodorakis‘ Werk setzt an dem Punkt der Tragödie ein, da die von Schmerz, Zorn und Verzweiflung erfüllten Kinder, inzwischen junge Erwachsene, nach einer langen Zeit des Getrenntseins wieder zueinander finden und sich im gemeinsamen Hass gegen die Mutter verbünden, die ihnen den Vater nahm. Elektra und Orestes töten die Mutter, um den Mord am Vater zu rächen. Ein neuer Kreis der Vernichtung hat sich aufgetan.

## Hintergrund
„Electra 21“ ist nach den „Satellite Clips“ Kutulas' zweite Produktion, die als Nebenprojekt zur „Thanatos Tetralogy“ entstanden ist. Diese Film-Tetralogie wird drei Film-Tragödien – basierend auf den Theodorakis-Opern „Elektra“, „Medea“ und „Antigone“ – und (nach antikem Vorbild) das cineastische „Satyrspiel“ „Dance Fight Love Die“ umfassen. Nach dem ersten Film, „Recycling Medea“ aus dem Jahr 2014, entstand „Dance Fight Love Die“ 2017 als zweiter Film. 2023 soll „Electra's Revenge“ als dritter Film dieser Tetralogie produziert werden.

## Präsentation
Die Raumkunst-Installation „Electra 21“ besteht aus vier Filmen, synchronisiert zu einem Soundtrack:
Auf einer der vier Leinwände ist die Aufzeichnung der Electra-Ballett-Aufführung im Apollo-Theater in Ermoupolis auf Syros zu sehen.
Auf einer zweiten Leinwand werden Filmaufnahmen der Proben für diese Ballett-Aufführung von verschiedenen Orten in Österreich und in Griechenland mit den Tänzern und dem Choreografen Renato Zanella gezeigt.
Auf einer dritten Leinwand sind filmische Assoziationen zum „Electra“-Thema bzw. „fiktionale Szenen“ mit den an dieser Ballett-Produktion Beteiligten zu erleben. Implementiert sind grafisch gestaltete Einblendungen der Sophokles-Textpassagen.
Auf einer vierten Leinwand ist Mikis Theodorakis vorwiegend im Studio in St. Petersburg während der Musik-Aufnahme der Oper „Electra“ zu sehen, gepaart mit Videoclips von jungen Dirigentinnen und Dirigenten, die einige der 22 Teile des „Electra 21“-Soundtracks dirigieren.
Asteris Kutulas erklärte, dass er mit diesem Liquid-Staging-Filmprojekt versuchen möchte, sich vom eindimensionalen Sehen des 19. Jahrhunderts wegzubewegen und dem Publikum ein polydimensionales Sehen anzubieten, das seiner Ansicht nach dem Lebensgefühl und den Sehgewohnheiten des 21. Jahrhunderts mehr entsprechen würde. Bereits 2016 hatte Kutulas zu seinem Liquid Staging Konzept ein Manifest verfasst, in dem er neue Möglichkeiten zur Entwicklung innovativer Showformate aufzeigte.